# Vladimír Litvaj
Vladimír Litvaj (26. srpna 1926 – 29. května 1990) byl slovenský a československý politik Komunistické strany Slovenska a poúnorový poslanec Národního shromáždění ČSR a Národního shromáždění ČSSR.

## Biografie
Ve volbách roku 1954 byl zvolen do Národního shromáždění za KSS ve volebním obvodu Púchov-Ilava. Mandát obhájil ve volbách v roce 1960 (nyní již jako poslanec Národního shromáždění ČSSR za Středoslovenský kraj). V Národním shromáždění zasedal až do konce jeho funkčního období, tedy do voleb v roce 1964.
K roku 1954 se profesně uvádí jako inženýr na stavbě v Nosicích-Púchově.
V roce 1968 se uvádí jako člen Ústředního výboru Komunistické strany Slovenska. Absolvoval studium v Leningradě. V letech 1953-1958 byl vedoucím střediska n. p. Hydrostav Bratislava, v letech 1958-1964 místopředsedou Krajského národního výboru Banská Bystrica, kde pak v letech 1968-1969 působil i jako předseda KNV. V letech 1969-1971 zastával post náměstka ministra průmyslu. Od roku 1978 pracoval jako technický ředitel generálního ředitelství podniku Inženýrské stavby v Bratislavě. Státní bezpečnost ho evidovala jako důvěrníka s krycím jménem Inžinier.